# Roman (Lukin)
Roman (světským jménem: Alexej Alexandrovič Lukin; * 11. října 1968, Prochladnyj) je ruský duchovní Ruské pravoslavné církve a arcibiskup jakutský a lenský.

## Život
Narodil se 11. října 1968 v Prochladnym.
Absolvoval technickou školu a povinnou vojenskou službu.
Od července 1987 byl hypodiákonem arcibiskupa stavropolského Antonije (Zavgorodnije).
V prosinci 1989 nastoupil na Stavropolské duchovní učiliště. Následující rok bylo učiliště přeměněno na Stavropolský duchovní seminář.
Dne 20. března 1992 byl postřižen na monacha se jménem Roman na počest svatého Romana Sladkopěvce.
Dne 7. dubna 1992 jej metropolita stavropolský a bakuský Gedeon (Dokukin) rukopoložil na jerodiákona a 9. srpna na jeromonacha.
Byl blagočinným chrámu semináře a vedoucím kanceláře semináře.
Po dokončení semináře se stal představeným chrámu Ignatija Stavropolského. Zároveň se stal inspektorem semináře a přednášejícím liturgiky a morální teologie.
Roku 1995 začal dálkově studovat na Moskevské duchovní akademii, kterou dokončil roku 1999. Po studiu byl jmenován prorektorem semináře.
Roku 2000 byl povýšen na igumena.
Roku 2004 dokončil studium na fakultě psychologie Institutu družby národů Kavkazu ve Stavropolu.
Od roku 2005 byl představeným katedrálního chrámu svatého Ondřeje Prvozvaného.
Dne 7. dubna 2006 byl povýšen na archimandritu.
Dne 6. října 2008 jej Svatý synod zvolil biskupem michajlovským a vikářem stavropolské eparchie.
Dne 25. prosince 2009 byl rozhodnutím Svatého synodu poslán po dohodě s patriarchou celé Gruzie Iliou II. do Tbilisi, aby sloužil rusky mluvícím věřícím.
Od 4. ledna 2010 sloužil v chrámu svatého Jana Bohoslova v Tbilisi.
Dne 30. května 2011 byl zvolen biskupem jakutským a lenským. Dne 17. června byl oficiálně jmenován biskupem a 19. června proběhla v chrámu Krista Spasitele v Moskvě jeho biskupská chirotonie. Hlavním světitelem byl patriarcha moskevský a celé Rusi Kirill.
Dne 1. února 2016 byl povýšen na arcibiskupa.
Dne 15. října 2018 byl jmenován rektorem Jakutského duchovního semináře.